# Liczba Raya
Liczba Raya – jedna z wielkich liczb nazwana nazwiskiem Agustína Rayo, która została uznana za największą nazwaną liczbę. Została ona oryginalnie zdefiniowana w trakcie "pojedynku wielkich liczb" na MIT dnia 26 stycznia 2007.

## Definicja
Definicja liczby Raya jest odmianą definicji:
Najmniejsza liczba większa niż każda liczba skończona wyrażona w języku teorii mnogości z użyciem googol lub mniej symboli.
W szczególności przeczytano wstępną wersję definicji, która została później wyjaśniona: "Najmniejsza liczba większa niż jakakolwiek liczba, która może być nazwana przez wyrażenie w języku zbioru teorii mnogości z mniej niż googolem (10100) symboli."
Formalna definicja liczby używa następującej formuły drugiego rzędu, gdzie [φ] jest formułą zakodowaną przez Gödla, a s jest zmienną funkcją:

∀R {
{dla każdej (zakodowanej) formuły [ψ] i każdej zmiennej przypisania t
(R( [ψ],t) ↔
( ([ψ] = `x_i ∈ x_j' ∧ t(x_1) ∈ t(x_j)) ∨
([ψ] = `x_i = x_j' ∧ t(x_1) = t(x_j)) ∨
([ψ] = `(∼θ)' ∧ ∼R([θ],t)) ∨
([ψ] = `(θ∧ξ)' ∧ R([θ],t) ∧ R([ξ],t)) ∨
([ψ] = `∃x_i (θ)' and, for some an xi-variant t' of t, R([θ],t'))
)} →
R([φ],s)}

Biorąc pod uwagę tę formułę, liczba Raya jest zdefiniowana jako:
Najmniejsza liczba większa niż każda skończona liczba m z następującą właściwością: istnieje formuła φ (x1) w języku teorii mnogości pierwszego rzędu (jak przedstawiono w definicji "Sat") z mniej niż googolem symboli i x1 jako jedyną zmienną wolną, która zapewnia że: (a) istnieje zmienne przypisanie s przypisujące m do x1 takie, że Sat ([φ (x1)], s) i (b) dla każdego przypisania zmiennej t, jeśli Sat ([φ (x1)], t), a następnie t przypisuje m do x1.